# Alessandro Gazale
Alessandro Gazale (Sassari, 20 dicembre 1961) è un attore italiano.

## Biografia
Nato a Sassari il 20 dicembre del 1961, è attore di teatro e di cinema e docente di Scienze Motorie e Sportive. 
Ha esordito in radio nel 1979 e nel 1987 ha iniziato l'esperienza nel teatro. La prima esperienza in un ruolo minore sul grande schermo è del 2014 col film Perfidia che partecipa al Festival di Locarno; la pellicola riceve il Premio giuria giovani per la regia Bonifacio Angius.
Nel 2018 con il film Ovunque proteggimi di Bonifacio Angius, ha vinto il premio Vittorio Gassman come migliore attore al Bif&st, Bari international film festival, edizione 2019. 

## Filmografia

### Cinema
- Permesso, regia di Antonio Maciocco (mediometraggio)
- L’appuntamento - regia di Giovanni Loriga (cortometraggio)
- The boxeur, regia di Giovanni Loriga (cortometraggio)
- Dora e Mollica, regia di Antonio Maciocco (cortometraggio)
- Underwater, regia di PJ Gambioli (cortometraggio)
- Domenica, regia di Bonifacio Angius (cortometraggio)
- Prologo rusticano, regia di Alberto Gazale (mediometraggio)
- Perfidia, regia di Bonifacio Angius
- Ovunque proteggimi, regia di Bonifacio Angius (2018)
- Ipersonnia, regia di Alberto Mascia (2022) ruolo secondario.
- Tutti i cani muoiono da soli, (2023)
- La guerra di Cesare, regia di Sergio Scavio (2025)

### Televisione
- Il re – serie TV (2022-2024) ruolo secondario.

### Videoclip
- Yoko Ono, di Salmo (2011)
- Il mondo al contrario, Mistaman & Dj Shocca (2012)
- Danger, di Nitro (2013)
- 1984, di Salmo (2015)